# Romnalda
Romnalda é um género botânico pertencente à família Laxmanniaceae.